# もち (映画)
『もち』は、2020年7月4日に公開された日本の映画。監督・脚本は小松真弓が務めた。

## 概要
岩手県一関市の食文化である「もち」をテーマに現在にいきる人々を描く。主演、キャストは地元一関市の市民が多く参加した。本映画は一関市のプロモーション映像制作の企画が発展、映画化された。
同プロモーション映像はクールジャパン・プラットフォームアワード2023 優秀賞を受賞した。

## あらすじ
800年前の景観が守られてきた岩手県一関市本寺地区に暮らす中学3年生の少女ユナ。祖母の葬儀に、臼と杵で餅をつきたいと祖父は言うが、ユナにはその気持ちがわからない。ユナの通う中学校の閉校が決まった。祖母の死、閉校とともに友人、憧れの先輩が相次いで離れていく。彼女たちの中学生活最後の1年をノンフィクションに近いフィクションで描く。

## キャスト
- ユナ - 佐藤由奈
- シホ - 佐藤詩萌
- タツ兄 - 佐々木駿
- おじいちゃん - 蓬田稔
- 先生 - 畠山育王

## スタッフ
- エグゼクティブプロデューサー：及川卓也
- プロデューサー：谷口督夫
- 撮影：広川泰士
- 照明：タナカヨシヒロ
- 整音：丸井庸男
- 編集：遠藤文仁
- VFX：白石守
- 音楽：Akeboshi
- 音楽プロデューサー：山田勝也
- 制作：マガジンハウス、TABITOFILMS
- 協力：JA共済
- 配給：フィルムランド